# Nina Sten-Knudsen
Nina Sten-Knudsen (født 2. december 1957) er en dansk maler. Hun deltog i 1982 på den skelsættende generationsudstilling Kniven på hovedet på Tranegården i Gentofte. Udstillingen markerede maleriets genkomst i dansk kunst.
Nina Sten-Knudsen fik i 2000 Eckersberg Medaillen for sine monumentale landskabsmalerier, hvor kunsten har rod i hendes "ide og håndværksmæssig kunnen". Hun har boet i Berlin siden 2007.

## Kunst
Nina Sten-Knudsens kunst og forholdet til maleriet var i begyndelsen af hendes karriere påvirket af samtidens strømninger: konceptkunst, minimalisme og det unge, vilde maleri. I sin studietid på Det Kongelige Danske Kunstakademi 1977-82 lavede hun installationer og readymades med økser, pilespidser og andre arkæologiske objekter. I en periode, hvor man på kunstakademierne stort set ikke underviste i maleri, brugte hun disse fundne, mytiske objekter i sine værker til at fremmane en form for kollektiv erindring.. Skiftet til malerier kom med hendes folkelige gennembrud på udstillingen på Tranegården i 1982, hvor hun arbejdede med maleriet som udtryksform.
Nina Sten-Knudsens malerier fra denne periode forestiller arketypiske, mørke figurer, som en ørn, en kronhjort eller en ulv på en farvet baggrund. Erindring, historie og mytologi var stadig et gennemgående tema. I 1990’erne blev maleriernes figuration gradvist nedtonet. Hun indsatte en malet ramme om sit motiv for at understrege maleriets flade og tingslighed. Motiverne var stadig enkle, men små historier begyndte gradvist at tone frem med biler og mennesker på øde steder.
Med udstillingen Landskabet på Glyptoteket i 1998 vendte hun tilbage til maleriets fiktive univers. Væk er de isolerede, symbolske figurer, den monokrome ramme. Malerierne fra årtusindskiftet og frem er flere meter brede, og forestiller landskaber, interiører og bybilleder med inspiration fra både engelsk romantik og 1800-tallets franske kunst, især barbizonskolen, hollandsk barok og italiensk renæssance. Udstillingen Love and Fear i 2010 udgør en fortælling, der med malerier, tekster og genstande berører både historiske, kunstneriske, filosofiske og dybt personlige temaer.
De store lærreder på op til 15 kvadratmeter er en slags collager med forskellige, overlappende motiver, der refererer både til hverdagens genstande og til arkæologiske fund. Alt sammen præsenteret i et mangfoldigt billedrum, der modsat centralperspektivet har et uendeligt antal forsvindingspunkter. Et malerisk rum, som Nina Sten-Knudsen betegner som polyfokalt.

## Udstillinger
Udvalgte separatudstillinger af Nina Sten-Knudsens værker.
- 2010 Nivaagaards Malerisamling, Nivå
- 2006 Kunstsammlungen Chemnitz, Tyskland
- 2004 Sophienholm, Kgs. Lyngby
- 2003 Randers Kunstmuseum
- 2002 DCA Gallery, New York
- 2000 Horsens Kunstmuseum
- 1987 Galleri Asbæk, København
- 1984 Tranegården, Gentofte